# Дятловская, Галина Наумовна
Галина Наумовна Дятловская (24 апреля 1926 — 24 октября 2011) — советская и российская театральная актриса.

## Биография
Галина Дятловская служила в театре им. Моссовета. Участвовала в нескольких телеспектаклях и радиопостановках («Кража», «Дальше — тишина») по спектаклям театра.
Умерла 27 октября 2011 года на 86 году жизни.

## Фильмография
1. 1972 — Шторм — гостья Шуйского
2. 1978 — Дальше — тишина… — миссис Левицкая
3. 1985 — Печка на колесе — Зоя, почтальонша